# François Imbeau-Dulac
François Imbeau-Dulac, né le 9 décembre 1990 à Vanier, quartier de Québec, est un plongeur canadien. Il réside à Saint-Lazare.
Au cours de sa carrière il a remporté un titre national junior au tremplin de 3 m ainsi que 4 titres nationaux senior. Il est double médaillé d'or aux Jeux du Canada d'été 2009 aux épreuves de tremplin de 3 mètres et de la tour de 10 mètres et une médaille d’argent aux épreuves de plongeon synchronisé avec son partenaire Maxime Morneau. Il a également le record canadien senior au tremplin de 1 m. Il a battu la marque du plongeur Alexandre Despatie lors des championnats canadiens senior d'été 2011 qui avaient lieu à Edmonton en juin 2011.
En mai 2012, il est membre de l'équipe olympique canadienne de plongeon pour le tremplin de 3 m aux Jeux olympiques de Londres après avoir réussi un double périlleux et demi avec trois vrilles, un saut avec un coefficient de difficulté de 3,9 et exécuté par seulement quelques plongeurs au niveau international. Lors de la compétition olympique, il se classe au 13e rang à l'épreuve de tremplin de 3 mètres.